# Lestes praevius
Lestes praevius är en trollsländeart som beskrevs av Maurits Anne Lieftinck 1940. Lestes praevius ingår i släktet Lestes och familjen glansflicksländor. Inga underarter finns listade i Catalogue of Life.